# Viện Địa chất (Việt Nam)
Viện Địa chất là một viện khoa học thuộc Viện Hàn lâm Khoa học và Công nghệ Việt Nam (trước là Viện Khoa học Việt Nam rồi Trung tâm Khoa học Tự nhiên và Công nghệ Quốc gia), nghiên cứu ngành Địa chất học. Viện được thành lập ngày 28 tháng 02 năm 1976 theo Quyết định số 92/QĐ của Chính phủ nước Cộng hòa Xã hội Chủ nghĩa Việt Nam.

## Chức năng nhiệm vụ
- Lĩnh vực nghiên cứu cơ bản (tương ứng là các phòng chuyên môn): Địa Hóa, Địa Vật lý, Kiến tạo, Địa Động lực hiện đại, Địa chất Đệ tứ, Trầm tích, Khoáng vật, Thạch luận & sinh khoáng, Khoáng sản, Phát triển công nghệ & Kỹ thuật Môi trường, Địa kỹ thuật, Địa niên đại, TT Viễn thám & GIS, TT nghiên cứu Kast & hang động; TT nghiên cứu các vấn đề về nước, TT Môi trường TT Phân tích.
- Nghiên cứu ứng dụng và triển khai vào thực tế các kết quả thu được.
- Nghiên cứu và triển khai các kết quả nghiên cứu những vấn đề về địa chất quan trọng có ý nghĩa quốc gia.
- Nghiên cứu những vấn đề về KH & CN thuộc lĩnh vực môi trường thiên tai địa chất và những biện pháp giảm nhẹ thiệt hại do chúng gây ra.
- Nghiên cứu đánh giá tài nguyên khoáng sản và công nghệ khai thác, chế biến chúng.
- Nghiên cứu cơ bản về kiến trúc - động lực, thành phần vật chất, lịch sử phát triển thạch quyển.
- Nghiên cứu những vấn đề về địa kỹ thuật.
- Hoàn thiện và phát triển các công nghệ và kỹ thuật, nâng cao hiệu quả nghiên cứu địa chất môi trường và thăm dò khoáng sản ở Việt Nam.
- Tổ chức triển khai, ứng dụng các kết quả nghiên cứu, thực hiện chuyển giao các công nghệ tiên tiến và tăng cường hợp tác quốc tế nâng cao hiệu quả nghiên cứu.
- Thông tin tư vấn, đào tạo cán bộ KH – CN trong các lĩnh vực liên quan.
- Đào tạo sau đại học (Thạc sĩ và Tiến sĩ).
- Hợp tác nghiên cứu khoa học, triển khai và đào tạo với các cơ sở, viện nghiên cứu và trường đại học trong và ngoài nước.

## Các Viện trưởng qua các thời kỳ
- GS.TS. Nguyễn Trọng Yêm (2/1976-5/9/1997): Quyền Viện trưởng, Viện trưởng
- PGS.TS. Phạm Huy Tiến (5/9/1997-15/5/1998): Phó Giám đốc Trung tâm KHTN&CNQG kiêm nhiệm Quyền Viện trưởng
- TS. Trần Trọng Huệ (15/5/1998-31/7/1999): Quyền Viện trưởng
- TS. Trần Trọng Huệ (1/8/1999 - 03 / 8 / 2009): Viện trưởng
- TS. Trần Tuấn Anh (03/8/2009 đến 30/9/2010): Phó Viện trưởng phụ trách Viện
- GS. TS. Trần Tuấn Anh (01/10/ 2010 - 02/11/2015; 03/11/2015 đến nay): Viện trưởng

## Huân chương, Khen thưởng
- Huân chương Độc lập hạng ba (năm 1996)
- Huân chương Độc lập hạng nhì (năm 2006)
- Bằng khen của Thủ tướng Chính phủ (năm 2016)
- Bằng khen của Thủ tướng Chính phủ (năm 2021)
- GS, TS Nguyễn Trọng Yêm - Huân chương Lao động hạng nhì (trao tặng năm 2011)
- PGS, TSKH Nguyễn Địch Dỹ - Huân chương Lao động hạng ba (trao tặng năm 2011)
- TS Trần Trọng Huệ - Truy tặng Huân chương Lao động hạng nhì (trao tặng năm 2016)
- PGS, TS Đinh Văn Toàn - Huân chương Lao động hạng ba (trao tặng năm 2016)
- PGS TSKH. Vũ Cao Minh - Huân chương Lao động hạng ba (trao tặng năm 2016)
- TS Phạm Quang Sơn - Huân chương Lao động hạng ba (trao tặng năm 2021)

## Chương trình, Đề tài Nghiên cứu khoa học (thống kê từ năm 2017 đến năm 2022)
- Đề tài cấp nhà nước: 05
- Đề tài thuộc Chương trình Trọng điểm cấp Nhà nước (KC): 04
- Đề tài Nghị định thư: 01
- Đề tài thuộc Chương trình Nghiên cứu cơ bản định hướng ứng dụng: 01
- Đề tài nghiên cứu cơ bản thuộc Quỹ phát triển  KH và CN Quốc gia: 04
- Dự án điều tra cơ bản: 04
- Đề tài độc lập cấp Viện Hàn lâm Khoa học và Công nghệ Việt Nam: 07
- Đề tài KH-CN cấp Viện Viện Hàn lâm Khoa học và Công nghệ Việt Nam theo các hướng ưu tiên: 08
- Đề tài hợp tác với các cơ quan trung ương và địa phương: >10
- Đề tài Hợp tác Quốc tế  cấp Viện KHCNVN: 08
- Các đề tài khác (Từ cấp Viện KHCNVN trở lên): 07
- Đề tài thuộc Chương trình Tây Nguyên III: 02

Công bố khoa học giai đoạn 2017-2021
- Tạp chí ISI, Scopus: 109
- Tạp chí  ISSN quốc tế: 23
- Tạp chí Quốc gia (ISSN, ISBN  trong nước); Chuyên san ISBN Quốc tế: 173
- Sách chuyên khảo: 14

Một số thành công của các đề tài/nhiệm vụ thực hiện trong giai đoạn 2017-2021:
- Hướng nghiên cứu sử dụng hợp lý tài nguyên thiên nhiên và BVMT
Tiếp tục khẳng định vị thế  của Viện trong nghiên cứu thạch luận, xây dựng các mô hình nguồn gốc tạo quặng;
Hướng nghiên cứu tiềm năng khoáng sản rắn tiếp tục đi sâu nghiên cứu các kiểu quặng hóa, xây dựng mô hình thành tạo quặng nội sinh Cu-Ni-PGE và Fe-Ti-V ở địa khu Đông Bắc Việt Nam, xác lập các chỉ tiêu về triển vọng thực tế của một số loại hình khoáng sản;
Năm 2018, Viện đã được cấp chứng nhận 1 Giải pháp hữu ích "Phương pháp thu hồi indi từ bụi lò hồ quang luyện"
Nghiên cứu thu hồi vàng bằng vi sinh kết hợp với hóa học cho các quặng sulfide - Au, quặng thiếc chứa Au, quặng thiếc - wolfram chứa Au và quặng antimon chứa Au (đề tài TN18/C11, kết hợp với Viện CNSH, Viện Hóa học);
Nghiên cứu và đề xuất các giải pháp sử dụng hợp lý các dạng tài nguyên chiến lược phục vụ phát triển kinh tế xã hội: Tài nguyên nước ở Tây Nguyên, xâm nhập mặn đến nước dưới đất ở các tỉnh ven biển...;
Thăm dò và đánh giá trữ lượng khai thác nước dưới đất cho xây dựng các khu công nghiệp trọng điểm và phục vụ dân sinh; nghiên cứu nước khoáng nóng.
- Hướng nghiên cứu tai biến địa chất, địa chất môi trường
Tiếp tục ứng dụng, phát triển các công nghệ nghiên cứu, quan trắc 24/7, cảnh báo tai biến địa chất, tiếp cận cảnh báo đa thiên tai:
- Nghiên cứu cơ sở khoa học, xây dựng hệ thống quan trắc cảnh báo trượt tự động tại một số khu đô thị trọng điểm khu vực Tây Nguyên.
- Nghiên cứu sự biến đổi tính chất vật lý hóa học của các loại vỏ phong hóa phục vụ phòng tránh tai biến trượt lở đất.

Nghiên cứu các phương pháp và đề xuất giải pháp cảnh báo sớm tai biến sụt đất, trượt đất, lũ quét - lũ bùn đá bằng công nghệ viễn thám đa tầng, đa độ phân giải, đa thời gian và dữ liệu về cấu trúc địa chất;
Nghiên cứu đánh giá các tai biến địa chất và môi trường nghiêm trọng trong khai thác chế biến một số khoáng sản chính ở Việt Nam, đề xuất các giải pháp giảm thiểu thiệt hại và phòng chống tai biến.
- Hướng nghiên cứu địa chất biển
Không chỉ dừng lại ở hoạt động nghiên cứu trên đất liền, giai đoạn này nổi bật với các nghiên cứu biển, như về chuyển động kiến tạo Pliocen - hiện đại các đảo và thềm lục địa Việt Nam, hoạt động magma Neogen - Đệ tứ khu vực Tây Nam trũng sâu Biển Đông;
Đã làm sáng tỏ hơn chuyển động kiến tạo trong giai đoạn Pliocen và hiện đại, tính toán được biên độ và tốc độ sụt, nâng cao dịch chuyển của các đảo, các bể trầm tích và một số điểm ven bờ, và trạng thái ứng suất kiến tạo;
Làm sáng tỏ quy luật phân bố, nguồn gốc, điều kiện thành tạo magma Neogen - Đệ tứ trong mối liên quan với lịch sử hình thành và tiến hóa Biển Đông; xác định được các tiêu chí đánh giá khu vực triển vọng khoáng sản rắn (kết hạch sắt-mangan và vỏ mangan, tổ hợp coban giàu sắt, tổ hợp sunfur và các kim loại quí hiếm đi kèm) liên quan đến hoạt động magma Neogen - Đệ tứ khu vực Tây Nam trũng sâu Biển Đông và kế cận;
Đào tạo NCS, công bố khoa học từ số liệu khảo sát biển bằng tàu Lavrentiev (hợp tác giữa VAST và Viện Hàn lâm Khoa học Nga)
- Các hoạt động khoa học khác
Các nghiên cứu phục vụ thăm dò dầu khí: nghiên cứu cổ địa lý tướng đá nhằm dự báo phân bố đá chứa dầu trong trầm tích Oligoxen và Miocen. Nghiên cứu sinh địa tầng KZ giếng khoan dầu khí;
Nghiên cứu địa chất, vật liệu phục vụ xây dựng các dự án: năng lượng tái tạo, hồ treo trữ nước, nhà tường trình....
Công tác đài trạm được đẩy mạnh; hợp tác với IAEA trong các nghiên cứu, quan trắc mang tính toàn cầu
Vận hành thành công hệ thiết bị quan trắc nhiệt đất và điều hòa không khí bằng công nghệ bơm nhiệt đất;

## Nhân sự:
Năm 2015: Viện Địa chất có 01GS, 05PGS cơ hữu và 05 PGS thỉnh giảng; Tiến sĩ khoa học: 01; Tiến sĩ: 28
Năm 2017: Viện Địa chất có 01GS, 07PGS cơ hữu và 05 PGS thỉnh giảng; Tiến sĩ khoa học: 01; Tiến sĩ: 29
Năm 2021: Viện Địa chất có 01GS, 04PGS cơ hữu và 07 PGS thỉnh giảng;  Tiến sĩ: 22; Thạc sĩ: 61

## Tiềm lực thiết bị:
Viện đang vận hành các thiết bị và phòng thí nghiệm: ICP-MS, XRF. XRD, SEM, EPMA thiết bị phân tích độ hạt bằng laze Horiba, phòng phân tích hóa, tủ ấm BOD, các máy hiển vi phân tích lát mỏng, vi cổ sinh; Phòng hóa sạch phi kim loại đảm bảo gia công mẫu phục vụ phân tích đồng vị.
Các thiết bị hiện trường: Hệ thống đo GPS hai tần số Trimble; Hệ thống Địa vật lý: đo điện, đo địa chấn; Các thiết bị quan trắc môi trường.
Tại khuôn viên của Viện (ngõ 84 phố Chùa Láng): 01 trạm quan trắc độ lún nền và động thái nước dưới đất và một số mốc quan trắc

## Công tác đào tạo
Đào tạo Thạc sĩ và Đại học: hợp tác với Đại học Mỏ Địa chất, Đại học Khoa học Tự nhiên, Đại học Tài nguyên và Môi trường, Học viện Khoa học và Công nghệ
Đào tạo Tiến sĩ: Viện Địa chất đào tạo Tiến sĩ từ năm 1976, tới 6/2015, trực tiếp đào tạo các mã ngành:
- Địa chất học
- Địa mạo và cổ địa lý
- Địa hóa, khoáng vật, Thạch học
- Địa vật lý
Từ 7/2015: thực hiện chủ trương chung của Viện Hàn lâm KHCVN, các NCS tại Viện Địa chất chuyển về Học viện Khoa học và Công nghệ, các cán bộ, giảng viên của Viện vẫn trực tiếp đào tạo các chuyên ngành nêu trên.
Năm 2015: có 14 nghiên cứu sinh theo học 04 chuyên ngành trên